# Myrsine ligustrina
Myrsine ligustrina är en viveväxtart som först beskrevs av Carl Christian Mez, och fick sitt nu gällande namn av M. Otegui. Myrsine ligustrina ingår i släktet Myrsine och familjen viveväxter. Inga underarter finns listade i Catalogue of Life.